# لویی مورو
لویی مورو (فرانسوی: Louis Moureau‎) شمشیرباز اهل فرانسه است.
وی در مسابقات کشوری و بین‌المللی در مجموع برندهٔ ۱ مدال برنز شده‌است.